# 교다시역
교다시역(일본어: 行田市駅, ぎょうだしえき)은 일본 사이타마현 교다시에 있는 지치부 철도 지치부 본선의 역이다.

## 역사
- 1921년 4월 1일: 교다역(일본어: 行田駅)으로 영업 개시.
- 1966년 6월 1일: 교다시역으로 역명 변경.

## 역 구조
- 섬식 승강장 1면 2선의 지상역이고 교상 역사이다. 업무 위탁역이다(관리역:구마가야역)(과거는 직영역이었지만 위탁화되었다).
- 역무원 근무 시간은 평일 6:40 ~ 20:00, 주말 7:30 ~ 20:00이다.
- 대합실은 플랫폼 상과 개찰구 옆에 있지만, 에어컨 등의 공조 설비는 없다. 역 구내에 여객용 화장실은 존재하지 않는다(남쪽 출입구 계단 옆에 공중 화장실이 있다).
- 2017년 10월, 운행 정보 안내 모니터가 개찰구 상부에 설치되었다.
- 북문, 남문과 개찰구 층 및 개찰구 층으로 역사를 오갈 수 있는 것은 계단 뿐으로, 엘리베이터나 에스컬레이터의 설비는 없다.
- 매점은 없지만 음료 자판기가 개찰 안팎에 있다.

### 승강장
| 1 | ■ 지치부 선 | 구마가야・요리이・나가토로・지치부・미쓰미네구치 방면 |
| 2 | ■ 지치부 선 | 하뉴 방면                                             |

## 역 주변
- 교다 시청
- 교다 세무서
- 교다 경찰서
- 교다 종합 공원
- 시노부 강
- 오시성
- 교다 향토 박물관
- 스이조 공원

## 인접역
| 지치부 철도 ■ 지치부 본선 | 지치부 철도 ■ 지치부 본선 | 지치부 철도 ■ 지치부 본선  |
| ------------------------- | ------------------------- | -------------------------- |
| 하뉴 하뉴 방면            | 급행 '지치부지 호'        | 구마가야 미쓰미네구치 방면 |
| 히가시교다 하뉴 방면      | 각역정차                  | 모치다 미쓰미네구치 방면   |